# Лопес Рега, Хосе
Хосе́ Ло́пес Ре́га (исп. José López Rega; 17 октября 1916, Буэнос-Айрес — 9 июня 1989, там же) — аргентинский политический деятель ультраправого направления, перонист, министр социального обеспечения (1973—1975), генеральный комиссар федеральной полиции (1974—1976), основатель и лидер Антикоммунистического альянса Аргентины (ААА, Triple A).

## Ранние годы
С детства отличался замкнутым интровертным характером. Высоко ценил силу во всех проявлениях. Был склонен к мистике и эзотерике, за что получил прозвище El Brujo («Волшебник», «Колдун»). Мечтал стать полицейским, и в 28-летнем возрасте поступил на службу в полицию. Принимал участие в охране президентского дворца, что посчитал своеобразным знамением. Затем служил оперативным агентом. В 1951 году стал членом масонской ложи.
В годы охранно-полицейской службы установил контакт с окружением Хуана Доминго Перона. Проникся идеями перонизма в крайне правом варианте. Яростный антикоммунизм совмещался в мировоззрении Лопеса Реги с антиклерикализмом, враждебностью к католической церкви, популистским презрением к традиционной иерархии. Он примкнул к «Железной команде» — перонистской военизированной организации, возглавляемой Альберто Брито Лима. Структура «Железной команды» создавалась по образцу итальянских «сквадри». Это способствовало симпатиям Лопеса Реги к фашизму.

## В перонистском движении
После свержения и эмиграции Перона в 1955 году Лопес Рега продолжал полицейскую службу и примыкал к правоперонистской оппозиции. В 1965 году установил связь с женой Перона — Марией Эстелой Мартинес де Перон, более известной как Исабель Перон. Доверительные отношения с ней позволили Лопесу Реге стать одним из лидеров перонистского движения. Перебравшись в Испанию, он стал личным секретарём Перона. Курировал наиболее конфиденциальные стороны его деятельности.
В 1973 году Лопес Рега вновь прибыл в Аргентину для подготовки возвращения Перона. 25 мая был назначен министром социального обеспечения. Используя связи в государственном аппарате, полиции и правоперонистских кругах, он начал формировать военизированные структуры типа прежних «железных команд». Ему быстро удалось сформировать боеспособные и мобильные вооружённые группы. Их боевым крещением стала «бойня в Эсейсе» 20 июня 1973 года — нападение на леворадикалов в аэропорту во время встречи Перона. Правые боевики открыли огонь по приказу Лопеса Реги. Погибли 13 человек.
Лопес Рега сыграл видную роль в качестве политического организатора хустисиалистского движения, ставшего опорой Перона. При этом его деятельность постоянно провоцировала раскол перонизма, работала на консолидацию правого крыла, изоляцию и преследования левых.

## Власть и ААА

### При президенте Хуане Пероне
23 сентября 1973 года Перон был избран президентом Аргентины (вице-президентом стала его жена Исабель). 25 сентября леворадикальные боевики застрелили лидера профсоюзной конфедерации и личного друга президента Хосе Игнасио Руччи. Предполагается, что целью этой акции было оказание давление на Перона, дабы вывести его из-под влияния правых (хотя существуют и другие версии: бесцельный эксцесс левых, провокация ультраправых, криминальный заказ). Результат получился противоположным: 1 октября состоялось совещание правительства и перонистского руководства, на котором было принято решение «подавить марксистскую агрессию».
Хосе Лопес Рега принял на себя организацию внегосударственных силовых акций. Инструментом «неформального» террора стал созданный по его инициативе «Антикоммунистический альянс Аргентины». Первый теракт ААА был совершён 21 ноября 1973 года — группа боевиков во главе с бывшим полицейским Родольфо Альмироном атаковала сенатора Иполито Солари Иригойена. Впоследствии ААА осуществил сотни террористических атак против левых перонистов, коммунистов, либералов и клерикалов. Общее количество жертв составило полторы тысячи человек.
3 мая 1974 года президентский указ назначил Лопеса Регу генеральным комиссаром — начальником федеральной полиции. Руководство террористической организацией и правоохранительной службой оказалось в одних руках. При этом пост министра социального обеспечения открывал доступ к бюджетным средствам, направляемым на финансирование ААА.

### При президенте Исабель Перон
Кончина президента Перона 1 июля 1974 года привела Исабель Перон на пост главы государства. К тому времени она находилась под полным влиянием Лопеса Реги, применял в отношениях с президентом методы оккультно-спиритического воздействия. Роль Лопеса Реги при Исабель Перон сравнивается с «распутинщиной».

«Распутин Буэнос-Айреса» оказывал огромное влияние на больного президента. Они не только разделяли активное увлечение спиритизмом. Фактически Лопес Рега был возведён в лидера нации. Военная диктатура начиналась в тёмном углу перонизма, где безраздельно царствовал Лопес Рега, известный как «Колдун».

Хосе Лопес Рега превратился в фактического главу правительства, управлявшего Аргентиной через посредство контролируемого президента. Однако командование вооружённых сил, бюрократия, церковная иерархия и крупнейшие магнаты страны негативно относились к Лопесу Реге как «плебею-узурпатору» (такой характер приписывался и ААА в целом), террористу, масону и врагу католичества.
По мнению публициста Китти Сандерс, опубликованному в журнале «Политические изменения в Латинской Америке», экзальтированностью Исабель пользовался Лопес Рега, «вовсю манипулировавший слабохарактерной истеричной президентом с целью взять реальную власть в стране и устроить там смесь из полицейской диктатуры и корпоративного фашизма». В целом фашистские взгляды Лопеса Реги — «аргентинского Эволы» — его оккультистские увлечения и характер отношений с Исабель Перон давно известны и детально исследованы.
8 августа 1974 года на расширенном заседании правительства Лопес Рега предложил физически ликвидировать оппозицию силами ААА. Президент Исабель Перон готова была поддержать этот план. Но он был сорван категорическим возражением начальника генерального штаба аргентинской армии Хорхе Рафаэля Виделы. Армейское командование, вдохновлённое примером Пиночета в соседней Чили, делало ставку на установление военного режима. Гражданские ультраправые, даже близкие по взглядам, в этом контексте воспринимались как соперники. Лично Лопес Рега вызывал сильнейшую неприязнь.

## Падение, бегство, арест
Экономические трудности побудили правительство весной 1975 года принять на вооружение жёсткую антиинфляционную программу. Скачок цен и замораживание зарплат спровоцировали массовые протесты в Буэнос-Айресе. Военные потребовали стабилизировать положение, фактически угрожая переворотом. Исабель Перон вынуждена была отстранить Лопеса Регу от правительственной должности. Он был отправлен в Испанию в качестве «посла по особым поручениям». Вместе с ним из Аргентины выехал Альмирон и ещё несколько оперативников ААА. Должность генерального комиссара полиции Лопес Рега формально занимал до лета 1976 года, однако его реальное влияние на ситуации в Аргентине резко снизилось. Отъезд в Испанию был воспринят как фактическое бегство из страны.
Руководители ААА включились в испанский политический процесс на стороне ультраправых франкистов. 9 мая 1976 года аргентинские боевики Альмирона участвовали в нападении на левый митинг («резня Монтехурра», гибель двух человек).
24 марта 1976 года в Аргентине произошёл военный переворот. К власти пришла хунта во главе с генералом Виделой. Исабель Перон была взята под домашний арест и через несколько лет эмигрировала в Испанию.
18 июня 1976 года правительство Виделы направило испанскому правительству запрос об экстрадиции Лопеса Реги. Испанская полиция готовила арест, но Лопес Рега успел скрыться и перебрался в Швейцарию. Там он жил инкогнито в течение шести лет, пока в 1982 году не был обнаружен журналистами. Швейцарская юстиция предъявила ему обвинение в незаконном пребывании в стране. Лопес Рега переехал на Багамские острова, затем в США.
В 1983 году в Аргентине было восстановлено гражданское правление. Демократическое правительство Рауля Альфонсина начало привлекать к ответственности виновных в политическом терроре предшествовавшего десятилетия. Хосе Лопес Рега был объявлен в розыск по обвинениям в убийствах, похищениях людей, заговоре с целью захвата власти и коррупционных хищениях. 13 марта 1986 года он был арестован в Майами и через некоторое время экстрадирован в Аргентину.
Хосе Лопес Рега скончался, находясь в заключении, 9 июня 1989 года. Судебный процесс по его делу не успел завершиться каким-либо вердиктом. Непосредственной причиной смерти явилось заболевание диабетом.

## Родственные связи
Хосе Лопес Рега был дважды женат. Вторая его жена — Мария Элена Сиснерос — после смерти мужа перебралась в Парагвай и открыла музыкальную школу.
Дочь Лопеса Реги — Норма Беатрис — была замужем за Раулем Ластири, в июле-октябре 1973 года исполнявшим обязанности временного президента Аргентины.

## Оценки деятельности
Деятельность Хосе Лопеса Реги в современной Аргентине оценивается отрицательно. Он считается первичным инициатором «Грязной войны» 1976—1982 годов, организатором кровавых терактов и коррупционером. Подчёркивается, что, несмотря на антикоммунистическую риторику, боевики ААА расправились с сотнями перонистов и демократов. Гораздо реже высказывается, однако существует и иная точка зрения — политика Лопеса Реги и действия ААА предотвратили подъём Аргентины к леворадикальному просоветскому режиму. Кроме того, отмечаются популистские наклонности Лопеса Реги, вовлечение в политическую активность средних и люмпенских слоёв.
Хосе Лопес Рега считается политиком, необратимо расколовшим перонистское движение после кровопролития в Эсейсе. С 1973 года перонизм перестал существовать как единое понятие, разделившись на непримиримо враждебные структуры крайне правого и крайне левого толка.
В оперативные структуры ААА целенаправленно привлекались бывшие полицейские либо уголовники высокой квалификации. Поэтому аргентинские террористические технологии пользуются профессиональным признанием во многих странах мира. Они активно применялись в Боливии, в Италии, в Испании, в Турции.

## Арест последователей
В июне 2012 года решением суда в Буэнос-Айресе были арестованы семь членов ультраправой группы, занимавшиеся пропагандой идей Лопеса Реги и AAA. Во главе организации состояли журналист Хорхе Конти (зять Лопеса Реги), Карлос Алехандро Вильоне (бывший секретарь Лопеса Реги в бытность его министром) и Хулио Йесси (бывший лидер молодёжной организации правых перонистов). СМИ расценили это событие как «возобновление расследования преступлений ААА».

## Интересные факты
В 1962 году Хосе Лопес Рега издал книгу «Эзотерическая астрология».
В 1974 году Хосе Лопес Рега в качестве министра социального обеспечения (и фактического главы аргентинского правительства) посетил с официальным визитом Ливию. На переговорах с Муамаром Каддафи было достигнуто полное взаимопонимание, заключён ряд соглашений.
Хосе Лопес Рега состоял в масонской ложе P-2. Другим её членом был адмирал Эмилио Массера, член военной хунты, которая требовала от Испании выдачи Лопеса Реги для предания суду.

## В искусстве
В связи с мистикой его личности и историческим влиянием, которое имело свои последствия, Лопес Рега и ААА стали героями нескольких эссе, книг, фильмов и пародий.

### В литературе
Хосе Лопес Рега — возможный прототип Рафаэля Веги, харизматичного начальника тайной полиции в одной из латиноамериканских стран, в приключенческом романе Картера Брауна «Труп не может долго ждать» («None But the Lethal Heart»/«The Fabulous», 1959) из серии о Мевис Зейдлиц:

Мне бы немного подумать и сразу же сказать «Нет!», вспомнив, что за человек Рафаэль Вега. Ты можешь сесть в его автомобиль прекрасной невинной девушкой, но стоит тебе проехать три квартала — и садись писать мемуары, по меньшей мере, в двух томах! Я взглянула на него еще раз, и мои коленки снова ослабели. Рафаэль — высокий мужчина, может быть, он слегка толстоват, но ему это идет. У него светлые волосы, почти белые, а какого цвета его глаза, неизвестно — он никогда не снимает темных очков. В своей стране он начальник тайной полиции, и его называют там Черной смертью. Это из-за темных очков и мрачной философии: он верит, что самое короткое расстояние между двумя точками — это пуля. Выйди с ним погулять в лунную ночь — и он будет одновременно Джекилом и Хайдом! Поверьте, всё, что ваша мама говорила вам когда-нибудь о мужчинах с пухлой нижней губой, — всё целиком относится к Рафаэлю! Прежде чем вы успеете успокоиться, будет уже поздно, вы будете помнить только звуки ча-ча-ча или какого-нибудь другого известного танца...

### В кинематографе
В аргентинской криминальной драме 2009 года «Тайна в его глазах» виновник убийства (происшедшего в 1974 году), на котором строится история, оказывается безнаказанным, став убийцей при Министерстве социального обеспечения.
В аргентинском историческом фильме 2013 года «Железные врата, изгнание Перона» («Puerta de Hierro, el exilio de Perón»), о Пероне-эмигранте, Фито Янелли играет Лопеса Регу во время изгнания Перона в Мадриде. Перон увольняет Лопеса Регу, но разрешает ему вернуться из-за заступничества своей жены.
В аргентинской юмористической телепрограмме «Петер Капусотто и его видео» («Peter Capusotto y sus videos»), есть пародия, где группа под названием «Лопесы Реги» («Los Lopez Reggae») поёт лозунги против левизны в перонизме.